# ستاره درخشش
ستاره درخشش از اعضای هیٔت مدیره صدای آمریکا بود که در پستهای مختلف از جمله روزنامه‌نگار و مصاحبه‌گر سیاسی، برنامه ساز، سردبیر خبر و رئیس شبکهٔ فارسی صدای آمریکا خدمت کرد. او رئیس بخش مرور برنامه‌ریزی صدای امریکاست که مسئولیت بررسی و ارزیابی کلیه ۴۷ زبان صدای آمریکا را برعهده دارد. ستاره درخشش رئیس بخش فارسی صدای آمریکا و صدای آمریکا ۳۶۵ است. مراسم افتتاحیه صدای آمریکا ۳۶۵ در مارس ۲۰۱۹ در کنگره ایالات متحده برگزار شد.
ستاره درخشش به سه زبان فارسی، فرانسه و انگلیسی تسلط دارد. او دارای مدرک دکترای تاریخ سیاسی، فوق لیسانس علوم سیاسیو لیسانس حقوق از دانشگاه سوربن است. او در دانشگاه جرج تاون تدریس کرده است.
وی فرزند محمد درخشش، وزیر فرهنگ در دوران محمدرضا شاه پهلوی. و خواهر درایه درخشش استاد دانشگاه است. ستاره درخشش چند سال به‌عنوان سردبیر نشریه مهرگان، ارگان جامعه معلمان ایران کار می‌کرد. این نشریه به دوزبان فارسی و انگلیسی در واشینگتن چاپ می‌شد.
از جمله مصاحبه‌های ستاره درخشش با رؤسای جمهوری و سیاستمداران می‌توان از گفت‌وگوی او با جرج دابلیو. بوش، رئیس‌جمهوری پیشین آمریکا، و جان کری نام برد.
ستاره درخشش در سال ۲۰۲۱ از صدای آمریکا اخراج شد ولی پس از روی کار آمدن بایدن دوباره در صدای آمریکا استخدام شد.